# Accertamenti medici idonei ad incidere sulla libertà personale
Gli accertamenti medici idonei ad incidere sulla libertà personale sono una particolare modalità di esecuzione della perizia giudiziale che consiste nel prelievo di campioni biologici su indagati, imputati o terzi. L'istituto, disciplinato dall'art. 224-bis del codice di procedura penale italiano, è stato introdotto dalla legge 85/2009.
In particolare, se per l'esecuzione della perizia è necessario compiere atti idonei ad incidere sulla libertà personale, quali il prelievo di capelli, di peli o di mucosa del cavo orale su persone viventi ai fini della determinazione del profilo del DNA o accertamenti medici, e non vi è il consenso della persona da sottoporre all'esame del perito, il giudice, anche d'ufficio, ne dispone con ordinanza motivata l'esecuzione coattiva se ricorrono congiuntamente le seguenti condizioni:
- la perizia risulta assolutamente indispensabile per la prova dei fatti;
- si procede per delitto non colposo, consumato o tentato, per il quale la legge stabilisce la pena dell'ergastolo o della reclusione nel massimo a tre anni e negli altri casi espressamente previsti dalla legge.

## Storia
L'art. 224 bis si pone come punto di arrivo di un percorso ben più articolato e che prende origine da una nota sentenza della Corte costituzionale, la numero 238 del 1996.
Con la sentenza in questione, la Consulta dichiarò l'incostituzionalità dell'art. 224 comma 2 del codice di procedura penale nella parte in cui "consente che il giudice, nell'ambito delle operazioni peritali, disponga misure che comunque incidano sulla libertà personale dell'indagato o dell'imputato o di terzi, al di fuori di quelle specificamente previste nei casi i nei modi dalla legge" (C. cost. 238/96).
La Consulta ha così determinato una situazione di vuoto normativo che ha inciso profondamente sui procedimenti penali. Si è determinata una situazione nella quale, laddove il soggetto non avesse prestato il proprio consenso all'effettuazione di un prelievo di campione biologico, strumentale alla successiva effettuazione del test del DNA, era di fatto impossibile procedervi coattivamente, superando il diniego dell'interessato.
Se posta in relazione alla sempre più accresciuta importanza che la prova cosiddetta scientifica ha avuto ed ha nei processi penali, la situazione di "vuoto normativo" derivante dalla pronuncia d'illegittimità evidenzia tutta la sua criticità. Il legislatore ha mostrato un'inerzia rispetto alla situazione creatasi, di fatto non intervenendo con una nuova normativa che fosse rispettosa dei canoni costituzionali, indicati dalla Corte costituzionale, durata oltre 10 anni. In quel lasso di tempo furono molte le proposte di legge presentate in Parlamento ma nessuna riuscì a trasformarsi in legge.
Una prima e parziale risposta normativa si ebbe con la legge 155/2005, nella quale venne affrontato il problema seppur in maniera asistematica e parziale; furono introdotti nel codice di procedura penale un nuovo comma 2 bis all'art. 349, che autorizzava la polizia giudiziaria ad effettuare il prelievo coattivo di capelli o saliva per finalità di identificazione, nonché un nuovo periodo al terzo ed ultimo comma dell'art. 354 il quale prevedeva che, per procedere ad accertamenti urgenti su persone comportanti il prelievo di materiale biologico, la polizia giudiziaria vi provvedesse osservando le forme previste dallo stesso comma 2 bis dell'art. 349.
La riforma del 2005 si rivelò tuttavia insufficiente perché non riuscì a colmare il vuoto normativo determinato dalla sentenza della Consulta; continuava infatti a rivelarsi impossibile per il giudice disporre una perizia comportante il prelievo di campioni biologici. Stesse conclusioni riguardavano la consulenza tecnica disponibile da parte del pubblico ministero.
A livello investigativo furono trovate delle soluzioni "originali", veri e propri escamotage coi quali gli inquirenti riuscivano ad ottenere un campione biologico da parte del soggetto interessato, senza la sua collaborazione, ad esempio prelevando le tracce di saliva lasciate su mozziconi di sigaretta o sulla tazzina di un caffè, che in certi casi veniva offerto allo stesso indagato da parte della polizia. 
La giurisprudenza della Cassazione avallò questo metodo di raccolta dei campioni biologici, sostenendo che una simile raccolta non contrastava con il dettato costituzionale, in quanto non comportava alcuna lesione dell'integrità fisica del soggetto, essendo i campioni biologici ormai "staccati" dal corpo del soggetto; in quanto tale, il metodo utilizzato dalla polizia giudiziaria non era ricompreso nel divieto posto dalla sentenza 238 del 1996 della Consulta.
Così facendo si è cercato di stemperare il rigore della pronuncia di illegittimità e le conseguenze della perdurante inerzia del legislatore.

## La norma
La norma dà la facoltà al giudice di disporre una perizia comportante il prelievo di un campione biologico da un soggetto (imputato, indagato o terzo) al ricorrere di determinati presupposti ed entro dati limiti.

### Presupposti
Anzitutto si prevede che questa perizia possa essere disposta solo quando si procede per delitti non colposi, tentati o consumati, per i quali è prevista la pena dell'ergastolo o della reclusione superiore nel massimo a 3 anni (gli stessi casi in cui è consentito l'arresto facoltativo in flagranza di reato), e negli altri casi espressamente previsti dalla legge.
Ulteriore requisito è rappresentato dalla necessità di procedere al prelievo (di capelli, peli o mucosa del cavo orale) per la finalità di effettuare la determinazione del profilo del DNA o non meglio precisati "accertamenti medici". Inoltre è previsto che debba mancare il consenso della persona da sottoporre all'esame peritale e che lo stesso esame risulti assolutamente indispensabile.
In questi casi il giudice può disporre con un'ordinanza motivata, l'esecuzione della perizia.

### L'ordinanza che dispone tale mezzo di prova
L'ordinanza ha un contenuto maggiore rispetto a quello che devono avere le ordinanze che dispongono perizie non incidenti sulla libertà personale; invero il comma 2 dell'articolo in esame richiede requisiti ulteriori, ispirati da una logica garantista e la cui mancanza è sanzionata tramite la previsione della nullità del provvedimento.

### Limiti
Per quanto riguarda i limiti, il comma 4 prevede che non possano disporsi operazioni che contrastino con espressi divieti di legge o che possano mettere in pericolo la vita, l'integrità fisica o la salute della persona o del nascituro, ovvero che, secondo la scienza medica, possano provocare sofferenze di non lieve entità.

### Esecuzione dell'ordinanza
Il perito deve eseguire le operazioni nel rispetto della dignità e del pudore del soggetto.
È previsto inoltre che, a parità di risultato, vadano preferite le tecniche meno invasive. Se il soggetto nei cui confronti è stata disposta la perizia non compare senza addurre un legittimo impedimento, ovvero comparendo rifiuta di prestare il proprio consenso agli accertamenti, il giudice può ordinare che gli stessi siano eseguiti coattivamente.
I mezzi di coercizione fisica possono essere utilizzati per il tempo strettamente necessario all'esecuzione del prelievo. La norma si chiude prevedendo la nullità dell'atto se la persona sottoposta a prelievo o agli accertamenti non è assistita dal proprio difensore nominato.

## Reazione della dottrina
L'ingresso della norma è stato salutato con favore dalla dottrina, trattandosi di una previsione attesa da molti anni, pur se presenta alcune difficoltà di natura esegetica, ad esempio laddove fa riferimento a non meglio precisati "accertamenti medici".
Nonostante ciò si è nuovamente dotato il processo penale di uno strumento, la cd. prova del DNA, sempre più determinante per provare la colpevolezza dell'imputato, per arrivare ad una soluzione dei cosiddetti "casi freddi" nonché per provarne in certi casi l'innocenza.

## Riferimenti normativi
- Codice di procedura penale